# Marc Cautenet
Marc Raoul Cautenet, né le 18 septembre 1922 à Paris 11e et mort le  8 juillet 1994 à Créteil, est un coureur cycliste, spécialiste de la piste.

## Biographie
Son père Raoul Cautenet est un ancien coureur. En 1941, Marc Cautenet débute à l'Union des Cyclistes de Paris, club dont son père est président,. En 1941, il gagne le Trophée de Vincennes de vitesse; en 1942, la coupe de vitesse du Matin. En 1943, il gagne Grand Prix Cyclo-Sport de vitesse et finit deuxième du Championnat de France de vitesse amateurs.
En 1944, il passe au Voltaire-Sportif et partage les victoires des épreuves de vitesse avec Jacques Lohmüller et Henri Sensever. Ils sont les meilleurs jeunes du sprint 1944. La presse les appelle le Triumvirat.
Néo-pro, il gagne le Grand prix de Paris 1945 battant Louis Gérardin et Georges Senfftleben, et, huit jours plus tard, finit deuxième du Championnat de France de vitesse professionnels, derrière Gérardin. La suite de sa carrière est moins brillante. Sa saison 1946 est une saison blanche. La presse le compare alors à un météore. Son retour au premier plan est sans cesse espéré. Il finit 3e, en mai 1948, derrière Senfftleben et Gérardin. Demi-finaliste du Grand Prix de Paris en juillet, il est sélectionné comme remplaçant pour les championnats du monde de vitesse 1948.

## Palmarès

### Championnat national
- 2e Championnat de France de vitesse amateur : 1943
- 2e Championnat de France de vitesse professionnels : 1945

### Championnat régional
- Champion d'Île-de-France 1944[20],[21]

### Grands Prix
- Grand Prix Cyclo-Sport de vitesse : 1943 (2e en 1942 et 1944)
- Grand Prix d'Honneur de vitesse : 1944[22]
- Prix Maurice Schilles : 1944[23]
- Grand Prix de Paris : 1945